# Kanton La Chèze
La Chèze is een voormalig kanton van het Franse departement Côtes-d'Armor.

## Geschiedenis
Het kanton maakte deel uit van het arrondissement Loudéac tot dat op 10 september 1926 werd opgeheven en het werd ingedeeld bij het arrondissement Saint-Brieuc. Op 22 maart 2015 werd het kanton opgeheven bij toepassing van het decreet van 13 februari 2014. De gemeenten werden opgenomen in het aangrenzende kanton Loudéac.

## Gemeenten
Het kanton La Chèze omvatte de volgende gemeenten:
- Le Cambout
- La Chèze (hoofdplaats)
- Coëtlogon
- La Ferrière
- Plémet
- Plumieux
- La Prénessaye
- Saint-Barnabé
- Saint-Étienne-du-Gué-de-l'Isle